# Contea di Aitkin
La contea di Aitkin in inglese Aitkin County è una contea dello Stato del Minnesota, negli Stati Uniti. La popolazione al censimento del 2000 era di 15 301 abitanti. Il capoluogo di contea è Aitkin.